# Harrington (Delaware)
Harrington is een plaats (city) in de Amerikaanse staat Delaware, en valt bestuurlijk gezien onder Kent County.

## Demografie
Bij de volkstelling in 2000 werd het aantal inwoners vastgesteld op 3174. In 2006 is het aantal inwoners door het United States Census Bureau geschat op 3263, een stijging van 89 (2,8%).

## Geografie
Volgens het United States Census Bureau beslaat de plaats een oppervlakte van 5,3 km², waarvan 5,2 km² land en 0,1 km² water. Harrington ligt op ongeveer 15 m boven zeeniveau.

## Plaatsen in de nabije omgeving
De onderstaande figuur toont nabijgelegen plaatsen in een straal van 16 km rond Harrington.